# عواد البلوي
الفريق عواد بن عيد البلوي مدير عام حرس الحدود السعودي حتى 20 أغسطس 2020.  وعضو مجلس الشورى من 2 سبتمبر 2024  عُيّن رئيساً للندوة الدولية الأولى لأمن وسلامة الحدود البرية والبحرية في جدة ورئيس اللجنة العلمية بالندوة. وشغل الفريق البلوي كذلك عضوية وفد المملكة العربية السعودية لدى المنظمة البحرية الدولية (IMO) وكان يمثلها في المجلس والجمعية العمومية للمنظمة. ترأس عدة اجتماعات عالية المستوى للدول الموقعة على مدونة سلوك جيبوتي والتي أثمرت عن "تعديل جدة لمدونة جيبوتي للسلوك، عام 2017 حيث تمت مراجعة المدونة لتشمل مكافحة القرصنة والسطو المسلح على السفن والأنشطة البحرية غير المشروعة في غربي المحيط الهندي وخليج عدن.
وشغل كذلك رئيس اللجنة الدائمة لإدارة الكوارث البحرية.

## التعليم
الفريق/ عواد البلوي حصل على درجة ماجستير العلوم في الأدارة البحرية من الجامعة الدولية البحرية WMU   ـ السويد  (GMAI 1988) .  وتخرج من الأكاديمية البحرية الباكستانية ـ كراتشي.

## الحياة المهنية
- قائد وحدة أمن ميناء الملك عبد العزيز.
- مدير إدارة العمليات بالمنطقة الشرقية.
- مدير الإدارة العامة للإسناد البحري بالشؤون البحرية بالرياض.
- مساعد مدير عام حرس الحدود للشئون البحرية.
- نائب مدير عام حرس الحدود.
- مدير عام حرس الحدود منذ 19 أغسطس 2014 حتى 20 أغسطس 2020، حيث أٌعفي من منصبه بأمرٍ ملكي، وأحيل للتحقيق.[8][9]
- ترقى إلى رتبة الفريق في 14 يوليو 2016.[10]

## التكريم والأوسمة
- جائزة «التميّز في أمن الحدود» خلال مؤتمر الأمن الوطني في الشرق الأوسط والذي عقد في أبو ظبي ـ الأمارات العربية المتحدة (28 ـ 29 أغسطس 2016).[11]
- وسام الاستحقاق الوطني برتبة قائد من رئيس الوزراء بجمهورية جيبوتي عبد القادر كامل محمد تقديراً لدوره البارز في دعم خفر السواحل بجيبوتي ودعمه لدول مدونة سلوك جيبوتي.[12]
- وسام الملك فيصل من الدرجة الأولى في 7 سبتمبر 2017.[13][14]